# La dona d'en Martin Guerre
La dona d'en Martin Guerre (títol original en anglès, The Wife of Martin Guerre) és una novel·la breu de 1941 de l'escriptora nord-americana Janet Lewis que forma part d'una trilogia dedicada a judicis històrics en què també s'inclouen The Trial of Soren Qvist (1947) i The Ghost of Monsieur Scarron (1946).
La novel·la està basada en la vertadera història de Martin Guerre, un pagès d'Artigat del segle XVI que aparentment va tornar a casa amb la seva dona després d'una llarga absència, però després es va revelar un impostor. L'elaboració de la novel·la té els seus orígens en la investigació que Lewis va fer sobre judicis amb proves circumstancials, després de llegir en profunditat sobre el fracàs de la justícia a causa de la confiança excessiva en les proves circumstancials, cosa que la va impulsar a escriure un fulletó que descrivís els riscos d'utilitzar-la.

## Argument
El llibre narra la història des del punt de vista de Bertrande de Rols, la dona d'en Martin Guerre, i tracta el problema moral que se li presenta quan un home -possiblement un impostor- pren el lloc del seu marit. El primer Martin era una persona dura i maca que semblava no estimar-la; en canvi, el segon Martin, és tot el contrari. A més, tothom a la casa el reconeix com el vertader Martin Guerre.

## Adaptacions cinematogràfiques
La dona d'en Martin Guerre ha inspirat dues versions cinematogràfiques: una de francesa, del 1982, amb Gérard Depardieu i Nathalie Baye com a protagonistes, i una altra d'americana, del 1992, titulada Sommersby, en què aquesta mateixa història, però ambientada en la Guerra de secessió, fou interpretada per Richard Gere i Jodie Foster.

## Edicions en català
- La dona d'en Martin Guerre, traduïda per Marta Pera Cucurell i publicada per Viena Edicions el 2014 a la col·lecció «El cercle de Viena» i el 2024 a la col·lecció «Petits plaers».